# Rodina
Ródina o Pàtria-Unió Patriòtica Nacional (en rus: Ródina - Narodno-Patriotícheski Soyuz, Партия "РОДИНА") és un partit polític rus. Va ser inicialment una coalició de 30 grups nacionalistes i d'esquerra que va ser establerta per Dmitri Rogozin, Serguei Gláziev, Serguei Baburin, Viktor Geráshchenko, Gueorgui Shpak, Valentín Varénnikov i d'altres a l'agost de 2003. La ideologia del partit combinava "patriotisme, nacionalisme i un major paper del govern en l'economia", i ha estat descrit com "d'extrema dreta" pel suport de formacions com la Unió Panpopular Russa i la posterior deriva de la formació.

## Història
El partit es va formar amb l'objectiu immediat de participar en les eleccions a la Duma Estatal de 2003, unint-se organitzacions com el Congrés de les Comunitats Russes, la Unió Popular, o el Partit Socialista Unit de Rússia. En aquestes, Rodina va guanyar el 9.2% dels vots i 37 dels 450 escons a la Duma Estatal. The Guardian va afirmar que Ródina va ser "creada pels aliats del president Vladímir Putin" en 2003 "per a treure vots del Partit Comunista".
En aquest sentit, després de les eleccions el partit va secundar principalment les polítiques del president Vladímir Putin. No obstant això, al febrer de 2005, quatre diputats de Rodina, inclòs Dmitri Rogozin, van iniciar una vaga de fam pública i es van tancar en les seves oficines de la Duma Estatal per a protestar per les reformes de benestar social impulsades pel Govern. El partit va adoptar el lema "Per Putin, Contra el Govern", i va declarar que el seu objectiu immediat era obtenir una majoria parlamentària en les eleccions legislatives de 2007.
Després de les acusacions presentades pel Partit Comunista i els partits liberal-reformistes com la Unió de Forces de Dreta i Yábloko, que Rússia Unida havia manipulat les anteriors eleccions de 2003 per a garantir un resultat favorable, Ródina es va negar a presentar el seu propi candidat per a les eleccions presidencials de 2004. Això va crear una divisió dins de Ródina: Gláziev va insistir a postular-se per a president secundat per un partit Ródina oficialment separat, però Rogozin va poder consolidar el seu suport i derrotar a Gláziev. Així i tot, aquest va aconseguir postular-se com a candidat independent i va obtenir poc més d'un 4%.
El 27 de gener de 2005, dinou membres de la Duma Estatal, inclosos els membres de Ródina i el Partit Comunista, van signar una petició al fiscal general per a exigir la prohibició de les organitzacions jueves a la Federació de Rússia. Això va causar un gran escàndol polític, i el president Putin (que aquest dia participava en commemoracions per l'aniversari de l'alliberament del camp de concentració d'Auschwitz) va expressar la seva vergonya pel contingut de la petició. El fiscal general, en una recerca posterior, es va negar a acusar els signataris de la petició de fomentar l'odi racial.
Al juliol de 2005, el líder del partit, Serguei Baburin, va abandonar la formació, emportant-se amb ell a nou diputats de la Duma i formant un grup parlamentari alternatiu a la Duma Estatal, que també es va dir a si mateixa "Ródina". La divisió va portar a una reunificació dels partidaris de Dmitri Rogozin i Serguei Gláziev.
Dmitri Rogozin va acusar al Kremlin de lliurar una guerra bruta contra el seu partit, que segons ell era temut per Rússia Unida a causa del seu potencial suport electoral. Rogozin també va anunciar les seves intencions d'emprendre accions legals contra la Duma Estatal per permetre que Baburin registrés el seu bloc, creant un potencial de confusió dins de l'electorat per utilitzar el mateix nom.
El 6 de novembre de 2005, es va prohibir a Ródina participar en les eleccions a la Duma de Moscou després d'una denúncia presentada pel Partit Liberal-Demòcrata, que consistia en el fet que la campanya publicitària de Ródina incitava a l'odi racial. L'anunci en qüestió mostrava a immigrants caucàsics de pell fosca que tiraven pells de síndria al terra, i s'acabava amb el lema "netegem la nostra ciutat d'escombraries". Rogozin va apel·lar la decisió, però la prohibició es va confirmar l'1 de desembre de 2005.
Les dificultats de Ródina van continuar el 2006, quan no va obtenir el permís per a participar en les eleccions locals en diverses regions. No obstant això, va quedar tercer en les eleccions regionals en la República d'Altai.

### Creació de Rússia Justa
Dmitri Rogozin va renunciar inesperadament com a líder del partit al març de 2006, i va ser reemplaçat per l'empresari menys conegut, Aleksandr Babakov. Molts sospitaven que aquesta era una decisió tàctica per a alleujar la pressió del Kremlin, encara que un petit nombre de membres del partit a Moscou havien expressat obertament la seva crítica a la retòrica nacionalista més extravagant de Rogozin.
El partit de Babakov va abandonar el nacionalisme per una orientació més socialdemòcrata, modificant la simbologia del partit, i el mateix any van declarar juntament amb el Partit Rus de la Vida, la intenció d'unificar totes les forces d'esquerra (obviant el Partit Comunista de la Federació Russa) i presentar-se amb força a la Duma Estatal. Finalment, el 28 d'octubre de 2006 es va formalitzar la unificació de Rodina, el Partit Rus de la Vida i el Partit dels Pensionistes en la plataforma Rússia Justa: Pàtria, Pensionistes, Vida, escurçat més endavant només com a Rússia Justa. Moltes de les faccions parlamentàries de Rodina es van unir al nou partit, a excepció de Dmitri Rogozin, Andréi Savéliev i Serguei Gláziev, qui van quedar com a independents.

### Refundació
Uns anys després però, al 2012, el partit va ser restaurat, amb Alekséi Zhuravlyov, formalment membre de la governant Rússia Unida, com a dirigent del partit. Sota el lideratge de Zhuravlyov, Ródina va participar en les eleccions legislatives de 2016, la candidatura va obtenir un 1,5% dels vots i un escó en la Duma, obtingut per Zhuravlyov en un districte electoral mitjançant el Front Popular Panrús. Al juliol de 2017, Rodina va anunciar el seu suport a Vladímir Putin per a les eleccions presidencials de 2018. Més tard, al 2021, van tornar a obtenir un diputat per a la Duma Estatal, tal com van aconseguir a les anteriors mitjançant el districte uninominal.
Durant la nova etapa, ha formalitzat relacions amb el Partit de la Patria Gran, la Unió Panpopular Russa o Unitat Russa, recuperant el component nacionalista conservador rus.

## Resultats electorals

### Duma Estatal
| Any  | Lider                                                                | Vots                                                                 | %                                                                    | Escons                                                               | +/–                                                                  | Pos.                                                                 | Govern                                                               |                                                                      |
| ---- | -------------------------------------------------------------------- | -------------------------------------------------------------------- | -------------------------------------------------------------------- | -------------------------------------------------------------------- | -------------------------------------------------------------------- | -------------------------------------------------------------------- | -------------------------------------------------------------------- | -------------------------------------------------------------------- |
| 2003 | Sergey Glazyev                                                       | 5,470,429                                                            | 9.02%                                                                | 38 / 450                                                             |                                                                      | 4t                                                                   | Oposició                                                             |                                                                      |
| 2007 | El Partit forma part de Rússia Justa i no participen a les eleccions | El Partit forma part de Rússia Justa i no participen a les eleccions | El Partit forma part de Rússia Justa i no participen a les eleccions | El Partit forma part de Rússia Justa i no participen a les eleccions | El Partit forma part de Rússia Justa i no participen a les eleccions | El Partit forma part de Rússia Justa i no participen a les eleccions | El Partit forma part de Rússia Justa i no participen a les eleccions | El Partit forma part de Rússia Justa i no participen a les eleccions |
| 2011 | El Partit forma part de Rússia Justa i no participen a les eleccions | El Partit forma part de Rússia Justa i no participen a les eleccions | El Partit forma part de Rússia Justa i no participen a les eleccions | El Partit forma part de Rússia Justa i no participen a les eleccions | El Partit forma part de Rússia Justa i no participen a les eleccions | El Partit forma part de Rússia Justa i no participen a les eleccions | El Partit forma part de Rússia Justa i no participen a les eleccions | El Partit forma part de Rússia Justa i no participen a les eleccions |
| 2016 | Aleksey Zhuravlyov                                                   | 792,226                                                              | 1.51%                                                                | 1 / 450                                                              | 1                                                                    | 8è                                                                   | Suport                                                               |                                                                      |
| 2021 | Aleksey Zhuravlyov                                                   | 450,437                                                              | 0.80%                                                                | 1 / 450                                                              | = 1                                                                  | 10è                                                                  | Suport                                                               |                                                                      |

### Presidencials
| Any  | Candidat                                                             | 1a volta                                                             | 1a volta                                                             | 2a volta                                                             | 2a volta                                                             | Resultat                                                             |
| Any  | Candidat                                                             | Vots                                                                 | %                                                                    | Vots                                                                 | %                                                                    | Resultat                                                             |
| ---- | -------------------------------------------------------------------- | -------------------------------------------------------------------- | -------------------------------------------------------------------- | -------------------------------------------------------------------- | -------------------------------------------------------------------- | -------------------------------------------------------------------- |
| 2004 | Suport a Sergey Glazyev                                              | 2,850,063                                                            | 4,1 / 100                                                            | N/D                                                                  | N/D                                                                  | Derrota                                                              |
| 2008 | El Partit forma part de Rússia Justa i no participen a les eleccions | El Partit forma part de Rússia Justa i no participen a les eleccions | El Partit forma part de Rússia Justa i no participen a les eleccions | El Partit forma part de Rússia Justa i no participen a les eleccions | El Partit forma part de Rússia Justa i no participen a les eleccions | El Partit forma part de Rússia Justa i no participen a les eleccions |
| 2012 | El Partit forma part de Rússia Justa i no participen a les eleccions | El Partit forma part de Rússia Justa i no participen a les eleccions | El Partit forma part de Rússia Justa i no participen a les eleccions | El Partit forma part de Rússia Justa i no participen a les eleccions | El Partit forma part de Rússia Justa i no participen a les eleccions | El Partit forma part de Rússia Justa i no participen a les eleccions |
| 2018 | Suport a Vladimir Putin                                              | 56,430,712                                                           | 76,69 / 100                                                          | N/D                                                                  | N/D                                                                  | Elegit                                                               |
| 2024 | Suport a Vladimir Putin                                              | 76,277,708                                                           | 88,48 / 100                                                          | N/D                                                                  | N/D                                                                  | Elegit                                                               |